# Isabel Banal i Xifré
Isabel Banal y Xifré Castellfullit de la Roca, (Gerona, 1963) es una artista catalana, que vive entre Barcelona y Abella de la Conca.
Estudió Bellas artes en la Universidad de Barcelona, donde se licenció el 1986. Desde 1990 es profesora de la Escuela Massana. Su obra analiza la relación entre el mundo de la naturaleza y el mundo urbano, contraponiendo lo natural y lo artificial. estando muy presente en su trabajo sus orígenes rurales y la Escuela paisajística de Olot. Artista visual, su trabajo se expresa a través de diferentes soportes, tales como la instalación, la fotografía, la pintura y la escultura, jugando muchas veces con los cambios de escala y la miniaturización. El uso del color blanco es uno de los rasgos característicos de sus trabajos, donde representa a menudo tanto silencio cómo revelación.
Entre otros muchos proyectos, diseñó la portada del número 400 de la revista El Adelanto. El 2008 publicó el libro El paisaje de Olot. La construcción literaria de la Fraga, con Margarita Casacuberta.

## Exposiciones destacadas
- 1993 - De pinturas y pastos (1990-1993). Sala 14. Museo de la Fraga. Olot.
- 1996 - El Artista invitado. Museo de Arte. #Gerona.
- 2002 - Sin revelar. Espacio Zero1. Olot.
- 2004 - Fajo pequeño por el camino crece. Sala Fortuny. Centro de Lectura. Reus.
- 2006 - A pie. Palacio Solterra. Fundación Villa Casas, Torroella de Montgrí.
- 2011 - La maleta [azul] de W.B. Sala Walter Benjamin, Portbou.
- 2020- En el nombre de la madre, en el nombre de la tierra. ACVIc, Centro de Artes Contemporáneas, Vich.[8]